# Battaglia di Stegeborg
La battaglia di Stegeborg ebbe luogo in un prato vicino al castello di Stegeborg, in Svezia, il 18 settembre (secondo il calendario Gregoriano), o l'8 settembre (secondo il calendario Giuliano), 1598. Fa parte della cosiddetta guerra contro Sigismondo, a sua volta parte delle guerre polacco-svedesi.
Il re di Polonia e Svezia, Sigismondo, cercò di reprimere una ribellione del duca Carlo. Gli eserciti del re Sigismondo III Vasa e del principe Carlo si incontrarono vicino al castello di Stegeborg. Le truppe mercenarie del re fermarono facilmente le truppe non addestrate del principe e l'attacco della cavalleria polacca ruppe le file dell'esercito di Carlo provocando il panico, subendo pesanti perdite. Contrariamente all'opinione Zamoyski, il re decise di fermare l'attacco (il suo obiettivo era acquisire la corona svedese e non lo sterminio), consentendo il ritiro delle truppe svedesi. Alla lunga, questo si rivelò un errore, poiché i ribelli svedesi ripresero l'iniziativa e sconfissero Sigismondo nella battaglia di Stångebro. Ciò ha effettivamente portato alla fine dell'unione polacco-svedese.